# Portrait d'un gentilhomme de la maison de Leiva
Le Portrait d'un gentilhomme de la maison de Leiva est un tableau du Greco conservé au musée des beaux-arts de Montréal, sous le numéro d'inventaire 1945.885, et réalisé en 1580. Il mesure 88 × 69 cm.

## Description
Ce portrait est celui d'un jeune homme espagnol dans la trentaine, vêtu de noir avec des manchettes  et une fraise de dentelle blanche. Typologiquement, les vêtements de l'homme au regard empreint de douceur en disent long sur la mode aristocratique de la fin du XVIe siècle : un costume uniforme sans ornements s'harmonisant avec le visage allongé de l'homme, à la barbichette soignée légèrement blonde. Le portrait est réalisé dans des tons gris, modelé comme en grisaille, avec des touches brun-roux en accord avec le fond brun, comme dans de nombreux autres portraits du Greco. On peut remarquer une grande relation entre la transparence de la couleur noire, la réflexion de la lumière et son intensité, et les zones complètement assombries.
Ce gentilhomme, membre de la maison de Leiva comme l'indique l'inscription, a été identifié comme étant Alonso Martínez de Leiva, chevalier de l'ordre de Santiago. Lorsque le tableau fut commandé, Don Alonso était un des favoris de Philippe II et s'apprêtait à partir pour le Portugal. Il deviendra plus tard l'un des commandants de l'Invincible Armada et mourra dans un naufrage en 1588.

## Expositions
Ce portrait a été présenté au public à Paris, à l'exposition Greco du Grand Palais, du 16 octobre au 10 février 2020.

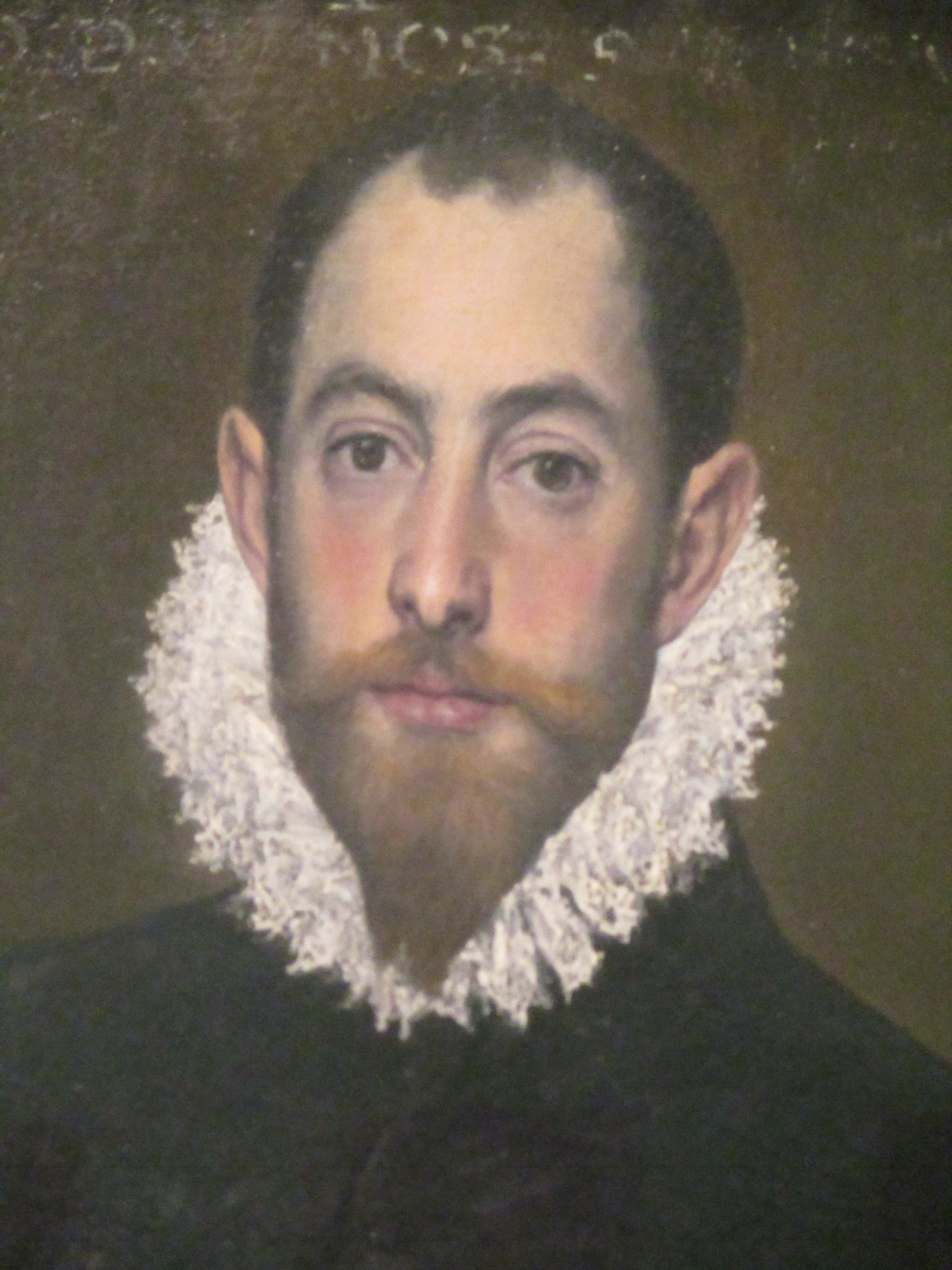
Détail du visage